# هاري أرتير
هاري أرتير (بالإنجليزية: Harry Arter)‏ (28 ديسمبر 1989 المملكة المتحدة - ) هو لاعب كرة قدم بريطاني، يلعب كلاعب وسط يلعب في نادي بريسشن الإماراتي.

## وصلات خارجية
هاري أرتير على موقع الاتحاد الأوربي (الإنجليزية)
- هاري أرتير على موقع قاعدة بيانات كرة القدم.إي يو (الإنجليزية)
- هاري أرتير على موقع ناشيونال فوتبول تيمز (الإنجليزية)
- هاري أرتير على موقع Soccerbase.com (لاعب) (الإنجليزية)
- هاري أرتير على موقع Soccerway.com (الإنجليزية)
- هاري أرتير على موقع عالم كرة القدم.نت (الإنجليزية)
- هاري أرتير على موقع AS.com (الإسبانية)